# Сомоса Гарсиа, Анастасио
Анаста́сио Сомо́са Гарси́а (исп. Anastasio Somoza García, 1 февраля 1896[…], Сан-Маркос (Никарагуа), Карасо — 29 сентября 1956[…], Анкон, Зона Панамского канала, Панама) — никарагуанский военный, государственный и политический деятель, фактический (де-факто) глава Никарагуа с 1936 по 1956 год. Основатель Семьи Сомоса, которая правила Никарагуа в качестве семейной диктатуры в течение 42 лет.

## Президентство
Будучи главой Национальной гвардии, являлся организатором покушения на революционера Аугусто Сандино, возглавлявшего борьбу с американскими оккупационными войсками в 1927—1933 годах.

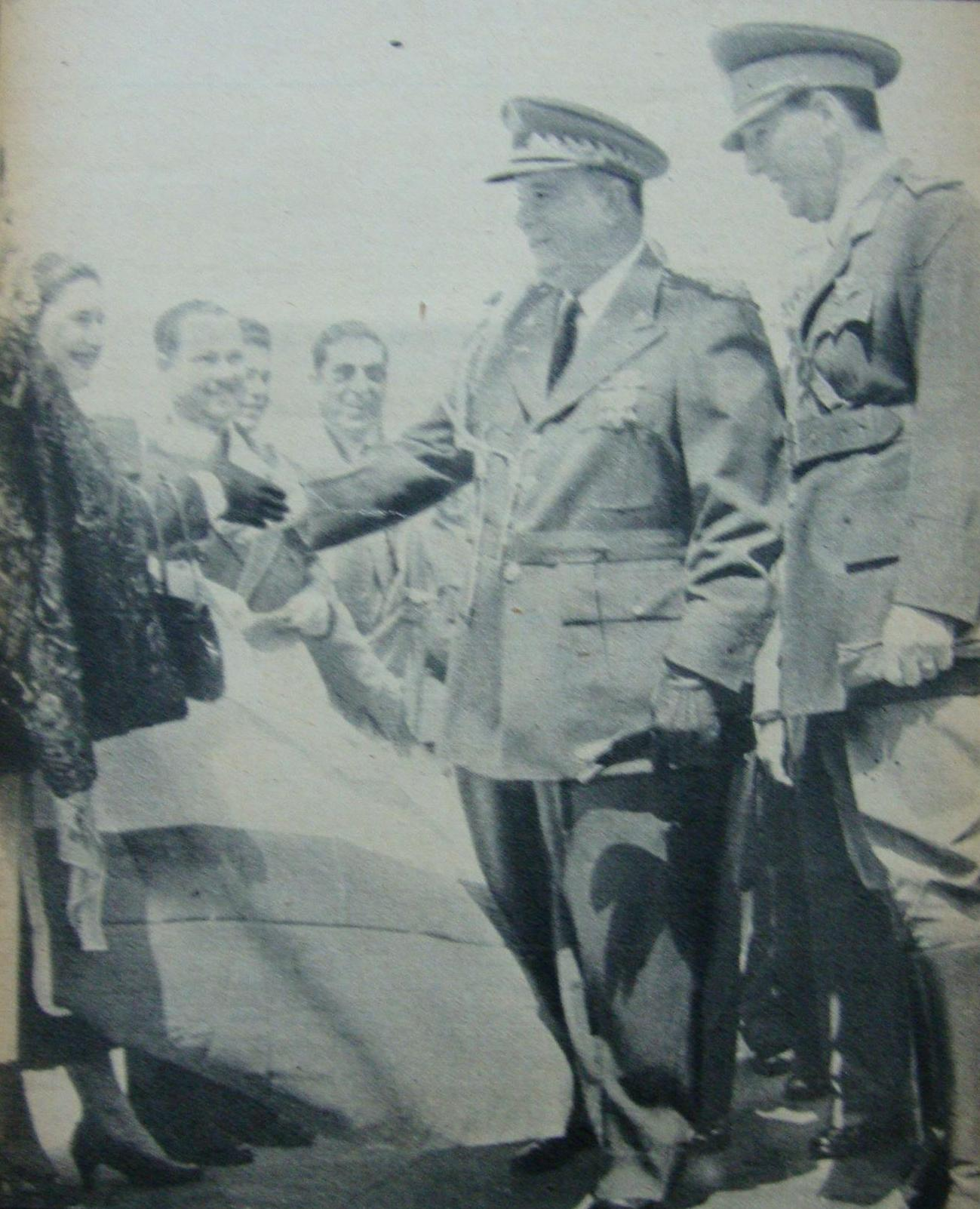
Президент А. Сомоса и президент Аргентины Хуан Доминго Перон в 1953 году

При Сомосе в Никарагуа установился жёсткий авторитарный режим. Национальная гвардия стала играть ведущую роль в управлении страной. Она контролировала торговлю оружием, спиртными напитками, наркотиками, лекарствами. Организованная проституция, игорные дома, радио и телевидение, сбор налогов и сельское правосудие тоже находились в её ведении. Сам Анастасио Сомоса считался уже в середине 1940-х годов одним из богатейших людей всей Центральной Америки.
Был крайним антикоммунистом (в частности, сюрреализм был запрещён в любых проявлениях как «коммунистическое искусство»), покровительствовал фашистским и нацистским организациям, проявлял открытые симпатии к Гитлеру до начала Второй мировой войны. Тем не менее он 11 декабря 1941, вслед за США, объявил войну Германии.
Несмотря на авторитаризм, Сомоса, известный своими симпатиями к антикоммунизму, пользовался политической поддержкой США. Франклину Рузвельту приписывается фраза, якобы сказанная им в 1939 году: «Сомоса, может быть, и сукин сын, но это наш сукин сын». Как указывает историк Дэвид Шмитц, изучение архивов президентской библиотеки Франклина Рузвельта не обнаружило свидетельств, подтверждающих это высказывание. Впервые эта фраза появилась в выпуске журнала «Тайм» от 15 ноября 1948 года; 17 марта 1960 года она была упомянута в передаче CBS «Трухильо: портрет диктатора» как сказанная в отношении Рафаэля Трухильо из Доминиканской Республики. Таким образом, авторство и объект данного утверждения так и остаются неуточнёнными.

Анастасио Сомоса на 1000 никарагуанских кордобас. 1972, аверс

## Покушение и смерть
21 сентября 1956 года в городе Леон молодой поэт Ригоберто Лопес Перес стрелял в Анастасио Сомосу. Он успел выстрелить в него несколько раз из револьвера «смит-вессон» 38-го калибра и был застрелен охраной. Сомоса был смертельно ранен, доставлен на вертолёте США в госпиталь США в зоне Панамского канала и умер 8 дней спустя, после операции.

## Семья
- Супруга — Сальвадора Дебайле[англ.] (1895—1987).
  - Дочь Лилиан (1921—2003).
  - Старший сын — Луис Сомоса Дебайле (1922—1967).
  - Младший сын — Анастасио Сомоса Дебайле (1925—1980).
    - Внук — Анастасио Сомоса Портокарреро (р. 1951)
    - Сводный брат — Хосе Р. Сомоса.